# 鯉魚潭拱橋
鯉魚潭拱橋位於台灣苗栗縣三義鄉鯉魚潭村、臺灣鐵路臺中線三義車站（苗栗縣三義鄉）與泰安車站（台中市里區）之間，橫跨大安溪支流景山溪。此橋為了配合鯉魚潭水庫風景區，設計為長跨拱型高架橋，是1998年台鐵「山線鐵路竹南至豐原間改線與雙軌工程」完工後，於9月24日通車啟用的雙線鐵路橋。

## 概要
鯉魚潭拱橋橫跨大安溪支流景山溪河谷，北端銜接三義隧道、南端銜接三泰隧道，全長790公尺，主橋為4跨連續預力混凝土上承式箱型梁拱橋，以懸臂工法施工，橋墩最大高度37.35公尺；引橋則為11跨（北側4跨、南側7跨）上承式預力梁橋。
本橋主橋的4個主跨當中，中間兩個跨距長134公尺，每個跨距以6支垂直桿連接下弦拱與上弦梁；而主橋兩側兩個半拱跨距長70公尺，每跨距以3支垂直桿連接下弦拱與上弦梁。

主橋的主跨以懸臂工法施工時，在橋墩頂部兩側裝置懸臂工作車，分別向兩側澆灌混凝土節塊並推進延伸，最後於1998年4月30日於拱頂閉合，同年9月24日通車，取代舊山線鐵路內社川鐵橋。
鯉魚潭拱橋的下弦拱為了施工的方便，每一節肋拱採用直線設計，所以拱橋的弧度變成折線式，而非一般傳統圓弧狀的拱橋（例如台灣新北市與臺北市之間的萬板大橋）。

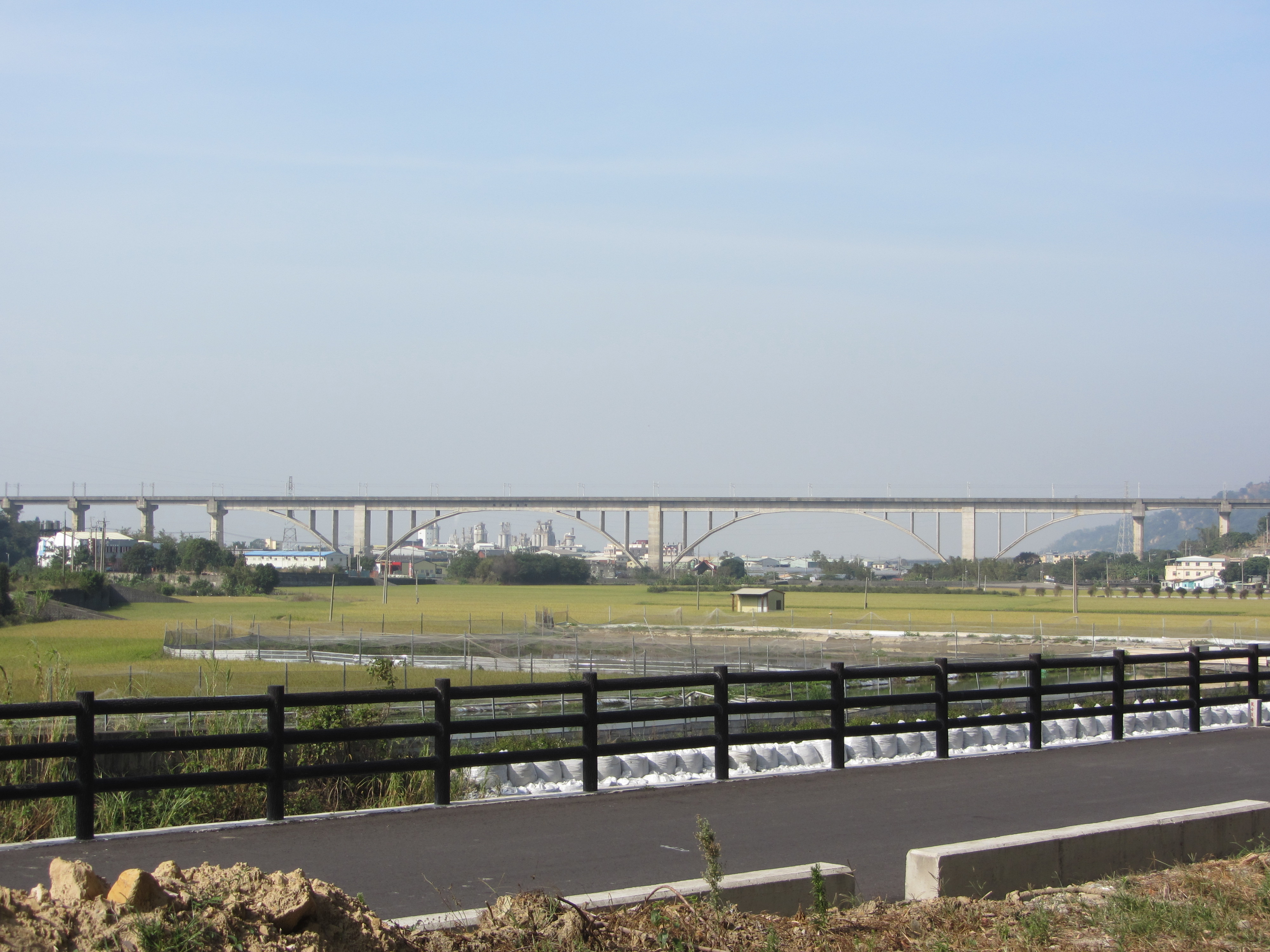
鯉魚潭拱橋

## 附近設施
- 苗52線
- 苗栗縣三義鄉鯉魚國民小學